# Schefflera nesopanax
Schefflera nesopanax är en araliaväxtart som beskrevs av David Gamman Frodin. Schefflera nesopanax ingår i släktet Schefflera och familjen araliaväxter.
Artens utbredningsområde är Fiji. Inga underarter finns listade.